# Hirschov lijevak
Hirschov lijevak je vrsta laboratorijskog lijevka za filtriranje.
Isprva je bio građen kao porculanski lijevak s rupičastim dnom, no moderna verzija sadržava pločicu od sinteriranog stakla.
Izumio ga je poljski kemičar Robert Hirsch.